# Ircinia arundinacea
Ircinia arundinacea är en svampdjursart som beskrevs av Carter 1880. Ircinia arundinacea ingår i släktet Ircinia och familjen Irciniidae. Inga underarter finns listade i Catalogue of Life.